# Ciudad Caribia
Ciudad Caribia est une ville nouvelle socialiste dans la banlieue de Caracas, au Venezuela. Elle a été inaugurée en août 2011.

## Géographie

### Géologie et reliefs
D'après l'urbaniste César Garmendia, l'emplacement choisi présente des risques sismiques importants. Il se situe dans une zone montagneuse, dont les cimes ont été arasées.

### Accès et transports
La ville est éloignée de la capitale. Il faut 20 minutes en 4x4 pour rejoindre la station de métro la plus proche, et l'autoroute entre Caracas et la côte où se trouve l’aéroport est à 10 minutes. On comptait une dizaine de bus en attente de chauffeurs en 2011.

## Histoire
La construction de la ville s'inscrit dans un plan socialiste de Hugo Chávez de création de 2 millions de logements en 7 ans pour les pauvres et les sinistrés. Le Venezuela a reçu l'aide de l'Iran et de Cuba pour l'aménagement de la ville.

## Population et logements
L'objectif politique est d'atteindre 20 000 logements et 100 000 habitants en 2018. 602 familles sont arrivées lors de l'inauguration en 2011.

## Vie locale
Un mercal (supérette subventionnée) est ouvert en 2011. Une église a été construite et des parcs à jeux aménagés.